# Konciliet i Hippo
Koncilierna i Hippo år 393 och i Kartago år 397 var två kyrkomöten. Vid dem fastställdes Bibelns kanon.